# کامی، میاگی
کامی، میاگی (به لاتین: Kami, Miyagi) یک منطقهٔ مسکونی در ژاپن است که در استان میاگی واقع شده‌است. کامی ۴۶۰٫۸۲ کیلومتر مربع مساحت و ۲۴٬۴۱۸ نفر جمعیت دارد.